# تپه سفید چغا دوده ۳
تپه سفید چغا دوده ۳ مربوط به هزاره سوم قبل از میلاد - دوره اشکانیان - دوره ساسانیان - دوره سلجوقیان است و در شهرستان کرمانشاه، بخش مرکزی، دهستان بالادربند، ۱۲۰ متری شرق و شمال شرق روستای سفید چغا دوده واقع شده و این اثر در تاریخ ۲۶ اسفند ۱۳۸۷ با شمارهٔ ثبت ۲۵۵۱۱ به‌عنوان یکی از آثار ملی ایران به ثبت رسیده است.